# Eufalconimorphae
Eufalconimorphae je skupina ptáků zahrnující pěvce (Passeriformes), papoušky (Psittaciformes) a sokolovité (Falconidae), ne už ale další dravé ptáky typu jestřábovitých nebo hadilovů, kteří byli na základě morfologie se sokoly dříve spojováni do skupiny „dravců“ („Falconiformes“).

## Rozeznání a podpora
Skupinu Eufalconimorphae poprvé odkryli Hackett et al. (2008) ve fylogenetické analýze 19 jaderných genů. Šlo o jeden z nejkontroverznějších výsledků studie, který byl v přímém rozporu s dosavadními morfologickými studiemi, silně podporujícími jak monofylii tradičních „dravců“, tak i blízké příbuzenství pěvců se šplhavci (Piciformes) a „srostloprstými“ („Coraciiformes“) spíše než s papoušky. Skupina ale současně obdržela vysokou statistickou podporu a odkryly ji i dílčí analýzy několika jednotlivých genů.. Stejný klad odhalili i Suh a kol. (2011) ve své analýze ptačích retropozonů, které vykazují velmi malou míru homoplazie – pravděpodobnost, že by se dvěma vývojovým liniím nezávisle na sobě do stejného místa genomu začlenilo několik shodných retropozonů, je velice nízká. Skupinu složená z pěvců, papoušků a sokolovitých na výsledném fylogenetickém stromě sjednocovalo celkem 7 různých retropozonových inzercí, což byl nejvyšší zaznamenaný počet vůbec, přesahující dokonce i podporu pro nikterak kontroverzní skupiny, jako jsou pěvci, Neognathae nebo drůbež (Galloanserae). Vzhledem k této robustní podpoře se Suh a kol. rozhodli skupinu pojmenovat. Eufalconimorphae od té doby odhalily i další analýzy sekvencí jaderné DNA, včetně největšího dosud provedeného rozboru ptačí fylogeneze vůbec. Pro eufalkonimorfy zatím nebyly identifikovány žádné společné morfologické odvozené znaky, avšak detailní průzkumy anatomie "dravců" potvrzují hypotézu, že sokolovití nejsou zbytku skupiny – jestřábovitým (Accipitridae), orlovci (Pandionidae), hadilovovi (Sagittariidae) a kondorům (Cathartidae), dnes společně řazeným do řádu Accipitriformes – nijak blízce příbuzní. Rovněž je známo několik znaků, v nichž se sokolové podobají více papouškům a/nebo pěvcům než jestřábům a dalším bývalým zástupcům „Falconiformes“. Jde např. o chodidlový sval (musculus plantaris), který je přítomný i u pěvců, kondorů a dalších ptáků, ale který chybí jestřábovitým i hadilovovi, velmi malý týlní hrbol nebo dráp na palci u nohou, který je výrazně větší než drápy na ostatních prstech.

## Název
Jméno Eufalconimorphae, znamenající „praví Falconimorphae“, pro skupinu zavedli Suh a kol. (2011), aby zdůraznili, že nezahrnuje žádného jiného tradičního zástupce „denních dravců“ („Falconiformes“) než samotné sokolovité (Falconidae). Název také ponechává prostor pro případné přidělení jména „Falconimorphae“ širší skupině zahrnující kromě eufalkonimorfů ještě seriemy, jejíž existenci rozbory retropozonů a sekvenčních dat z jaderných genů rovněž podporují (viz níže).

## Paleontologie
Nepřímou podporu pro monofylii skupiny Eufalconimorphae představují fosilie raných papoušků, kteří byli původně draví podobně jako dnešní sokoli. Jeden z nejranějších zástupců kmenové linie papoušků, eocenní Messelastur gratulator z německého naleziště Messel, byl dokonce v kladistické analýze původně odhalen jako zástupce skupiny zahrnující jestřábovité, sokolovité a sovy. Teprve důkladné přezkoumání fosilií a nález nové kostry pomohly ukázat, že jde o papouška s hákovitým zobákem a typicky dravčími pařáty. To naznačuje, že dravý způsob života byl pro eufalkonimorfy primitivní.

## Fylogeneze
Všechny dosavadní analýzy ukazují, že v rámci eufalkonimorfů jsou pěvci nejblíže příbuzní papouškům a sokolovití jsou sesterským taxonem vůči kladu tvořenému oběma předchozími skupinami, nazvanému Psittacopasserae. Nejbližším příbuzným eufalkonimorfů jsou pravděpodobně jihoamerické seriemy (Cariamae nebo Cariamiformes), fylogeneticky izolovaná skupina převážně dravých pozemních ptáků, zastoupená pouhými dvěma žijícími druhy (seriemou rudozobou a černozobou) a dříve řazená do umělého, polyfyletického taxonu „krátkokřídlí“ („Gruiformes“). McCormack a kol. (2012) odkryli na sesterské pozici vůči eufalkonimorfům myšáky (Coliidae), skupinu malých tropických afrických ptáků s extrémně problematickou fylogenetickou pozicí, avšak jejich studie nezahrnovala seriemy, a tudíž nemohla jejich pozici ověřit. Wang a kol. (2012) v několika dílčích analýzách odkryli myšáky i jako součást eufalkonimorfů (v závislosti na přesném nastavení analýzy jako sesterskou skupinu pěvců, papoušků, Psittacopasserae i sokolovitých), těmto hypotézám ale silně odporují ostatní rozbory sekvenčních dat i retropozonových inzercí.. Druhým nejbližším příbuzným eufalkonimorfů po seriemách mohou být buďto zase myšáci, nebo velice různorodý klad složený ze šplhavců, k nim parafyletických „srostloprstých“, trogonů, kurolů, sov, skupiny Accipitriformes (a možná opět i myšáků), který byl nedávno nazván Afroaves.

### Kladogram
|  | † Zygodactylidae             |
|  |                              |
|  | žijící pěvci (Passeriformes) |
|  |                              |

|  | † Vastanavis                                                            |
|  |                                                                         |
|  | \| \| † Messelasturidae \| \| \| \| \| \| † Halcyornithidae \| \| \| \| |
|  |                                                                         |
|  | † Messelasturidae                                                       |
|  |                                                                         |
|  | † Halcyornithidae                                                       |
|  |                                                                         |

|  | † Messelasturidae |
|  |                   |
|  | † Halcyornithidae |
|  |                   |

|  | žijící papoušci (Psittaciformes)                                   |
|  |                                                                    |
|  | \| \| † Quercypsittidae \| \| \| \| \| \| † Avolatavis \| \| \| \| |
|  |                                                                    |
|  | † Quercypsittidae                                                  |
|  |                                                                    |
|  | † Avolatavis                                                       |
|  |                                                                    |

|  | † Quercypsittidae |
|  |                   |
|  | † Avolatavis      |
|  |                   |

|  | žijící papoušci (Psittaciformes)                                   |
|  |                                                                    |
|  | \| \| † Quercypsittidae \| \| \| \| \| \| † Avolatavis \| \| \| \| |
|  |                                                                    |
|  | † Quercypsittidae                                                  |
|  |                                                                    |
|  | † Avolatavis                                                       |
|  |                                                                    |

|  | † Quercypsittidae |
|  |                   |
|  | † Avolatavis      |
|  |                   |

|  | † Vastanavis                                                            |
|  |                                                                         |
|  | \| \| † Messelasturidae \| \| \| \| \| \| † Halcyornithidae \| \| \| \| |
|  |                                                                         |
|  | † Messelasturidae                                                       |
|  |                                                                         |
|  | † Halcyornithidae                                                       |
|  |                                                                         |

|  | † Messelasturidae |
|  |                   |
|  | † Halcyornithidae |
|  |                   |

|  | žijící papoušci (Psittaciformes)                                   |
|  |                                                                    |
|  | \| \| † Quercypsittidae \| \| \| \| \| \| † Avolatavis \| \| \| \| |
|  |                                                                    |
|  | † Quercypsittidae                                                  |
|  |                                                                    |
|  | † Avolatavis                                                       |
|  |                                                                    |

|  | † Quercypsittidae |
|  |                   |
|  | † Avolatavis      |
|  |                   |

|  | žijící papoušci (Psittaciformes)                                   |
|  |                                                                    |
|  | \| \| † Quercypsittidae \| \| \| \| \| \| † Avolatavis \| \| \| \| |
|  |                                                                    |
|  | † Quercypsittidae                                                  |
|  |                                                                    |
|  | † Avolatavis                                                       |
|  |                                                                    |

|  | † Quercypsittidae |
|  |                   |
|  | † Avolatavis      |
|  |                   |

|  | † Zygodactylidae             |
|  |                              |
|  | žijící pěvci (Passeriformes) |
|  |                              |

|  | † Vastanavis                                                            |
|  |                                                                         |
|  | \| \| † Messelasturidae \| \| \| \| \| \| † Halcyornithidae \| \| \| \| |
|  |                                                                         |
|  | † Messelasturidae                                                       |
|  |                                                                         |
|  | † Halcyornithidae                                                       |
|  |                                                                         |

|  | † Messelasturidae |
|  |                   |
|  | † Halcyornithidae |
|  |                   |

|  | žijící papoušci (Psittaciformes)                                   |
|  |                                                                    |
|  | \| \| † Quercypsittidae \| \| \| \| \| \| † Avolatavis \| \| \| \| |
|  |                                                                    |
|  | † Quercypsittidae                                                  |
|  |                                                                    |
|  | † Avolatavis                                                       |
|  |                                                                    |

|  | † Quercypsittidae |
|  |                   |
|  | † Avolatavis      |
|  |                   |

|  | žijící papoušci (Psittaciformes)                                   |
|  |                                                                    |
|  | \| \| † Quercypsittidae \| \| \| \| \| \| † Avolatavis \| \| \| \| |
|  |                                                                    |
|  | † Quercypsittidae                                                  |
|  |                                                                    |
|  | † Avolatavis                                                       |
|  |                                                                    |

|  | † Quercypsittidae |
|  |                   |
|  | † Avolatavis      |
|  |                   |

|  | † Vastanavis                                                            |
|  |                                                                         |
|  | \| \| † Messelasturidae \| \| \| \| \| \| † Halcyornithidae \| \| \| \| |
|  |                                                                         |
|  | † Messelasturidae                                                       |
|  |                                                                         |
|  | † Halcyornithidae                                                       |
|  |                                                                         |

|  | † Messelasturidae |
|  |                   |
|  | † Halcyornithidae |
|  |                   |

|  | žijící papoušci (Psittaciformes)                                   |
|  |                                                                    |
|  | \| \| † Quercypsittidae \| \| \| \| \| \| † Avolatavis \| \| \| \| |
|  |                                                                    |
|  | † Quercypsittidae                                                  |
|  |                                                                    |
|  | † Avolatavis                                                       |
|  |                                                                    |

|  | † Quercypsittidae |
|  |                   |
|  | † Avolatavis      |
|  |                   |

|  | žijící papoušci (Psittaciformes)                                   |
|  |                                                                    |
|  | \| \| † Quercypsittidae \| \| \| \| \| \| † Avolatavis \| \| \| \| |
|  |                                                                    |
|  | † Quercypsittidae                                                  |
|  |                                                                    |
|  | † Avolatavis                                                       |
|  |                                                                    |

|  | † Quercypsittidae |
|  |                   |
|  | † Avolatavis      |
|  |                   |

|  | † Zygodactylidae             |
|  |                              |
|  | žijící pěvci (Passeriformes) |
|  |                              |

|  | † Vastanavis                                                            |
|  |                                                                         |
|  | \| \| † Messelasturidae \| \| \| \| \| \| † Halcyornithidae \| \| \| \| |
|  |                                                                         |
|  | † Messelasturidae                                                       |
|  |                                                                         |
|  | † Halcyornithidae                                                       |
|  |                                                                         |

|  | † Messelasturidae |
|  |                   |
|  | † Halcyornithidae |
|  |                   |

|  | žijící papoušci (Psittaciformes)                                   |
|  |                                                                    |
|  | \| \| † Quercypsittidae \| \| \| \| \| \| † Avolatavis \| \| \| \| |
|  |                                                                    |
|  | † Quercypsittidae                                                  |
|  |                                                                    |
|  | † Avolatavis                                                       |
|  |                                                                    |

|  | † Quercypsittidae |
|  |                   |
|  | † Avolatavis      |
|  |                   |

|  | žijící papoušci (Psittaciformes)                                   |
|  |                                                                    |
|  | \| \| † Quercypsittidae \| \| \| \| \| \| † Avolatavis \| \| \| \| |
|  |                                                                    |
|  | † Quercypsittidae                                                  |
|  |                                                                    |
|  | † Avolatavis                                                       |
|  |                                                                    |

|  | † Quercypsittidae |
|  |                   |
|  | † Avolatavis      |
|  |                   |

|  | † Vastanavis                                                            |
|  |                                                                         |
|  | \| \| † Messelasturidae \| \| \| \| \| \| † Halcyornithidae \| \| \| \| |
|  |                                                                         |
|  | † Messelasturidae                                                       |
|  |                                                                         |
|  | † Halcyornithidae                                                       |
|  |                                                                         |

|  | † Messelasturidae |
|  |                   |
|  | † Halcyornithidae |
|  |                   |

|  | žijící papoušci (Psittaciformes)                                   |
|  |                                                                    |
|  | \| \| † Quercypsittidae \| \| \| \| \| \| † Avolatavis \| \| \| \| |
|  |                                                                    |
|  | † Quercypsittidae                                                  |
|  |                                                                    |
|  | † Avolatavis                                                       |
|  |                                                                    |

|  | † Quercypsittidae |
|  |                   |
|  | † Avolatavis      |
|  |                   |

|  | žijící papoušci (Psittaciformes)                                   |
|  |                                                                    |
|  | \| \| † Quercypsittidae \| \| \| \| \| \| † Avolatavis \| \| \| \| |
|  |                                                                    |
|  | † Quercypsittidae                                                  |
|  |                                                                    |
|  | † Avolatavis                                                       |
|  |                                                                    |

|  | † Quercypsittidae |
|  |                   |
|  | † Avolatavis      |
|  |                   |

|  | † Zygodactylidae             |
|  |                              |
|  | žijící pěvci (Passeriformes) |
|  |                              |

|  | † Vastanavis                                                            |
|  |                                                                         |
|  | \| \| † Messelasturidae \| \| \| \| \| \| † Halcyornithidae \| \| \| \| |
|  |                                                                         |
|  | † Messelasturidae                                                       |
|  |                                                                         |
|  | † Halcyornithidae                                                       |
|  |                                                                         |

|  | † Messelasturidae |
|  |                   |
|  | † Halcyornithidae |
|  |                   |

|  | žijící papoušci (Psittaciformes)                                   |
|  |                                                                    |
|  | \| \| † Quercypsittidae \| \| \| \| \| \| † Avolatavis \| \| \| \| |
|  |                                                                    |
|  | † Quercypsittidae                                                  |
|  |                                                                    |
|  | † Avolatavis                                                       |
|  |                                                                    |

|  | † Quercypsittidae |
|  |                   |
|  | † Avolatavis      |
|  |                   |

|  | žijící papoušci (Psittaciformes)                                   |
|  |                                                                    |
|  | \| \| † Quercypsittidae \| \| \| \| \| \| † Avolatavis \| \| \| \| |
|  |                                                                    |
|  | † Quercypsittidae                                                  |
|  |                                                                    |
|  | † Avolatavis                                                       |
|  |                                                                    |

|  | † Quercypsittidae |
|  |                   |
|  | † Avolatavis      |
|  |                   |

|  | † Vastanavis                                                            |
|  |                                                                         |
|  | \| \| † Messelasturidae \| \| \| \| \| \| † Halcyornithidae \| \| \| \| |
|  |                                                                         |
|  | † Messelasturidae                                                       |
|  |                                                                         |
|  | † Halcyornithidae                                                       |
|  |                                                                         |

|  | † Messelasturidae |
|  |                   |
|  | † Halcyornithidae |
|  |                   |

|  | žijící papoušci (Psittaciformes)                                   |
|  |                                                                    |
|  | \| \| † Quercypsittidae \| \| \| \| \| \| † Avolatavis \| \| \| \| |
|  |                                                                    |
|  | † Quercypsittidae                                                  |
|  |                                                                    |
|  | † Avolatavis                                                       |
|  |                                                                    |

|  | † Quercypsittidae |
|  |                   |
|  | † Avolatavis      |
|  |                   |

|  | žijící papoušci (Psittaciformes)                                   |
|  |                                                                    |
|  | \| \| † Quercypsittidae \| \| \| \| \| \| † Avolatavis \| \| \| \| |
|  |                                                                    |
|  | † Quercypsittidae                                                  |
|  |                                                                    |
|  | † Avolatavis                                                       |
|  |                                                                    |

|  | † Quercypsittidae |
|  |                   |
|  | † Avolatavis      |
|  |                   |

Příbuzenské vztahy mezi žijícími taxony podle , pozice Zygodactylidae podle Mayra (2008), fylogeneze Pan-Psittaciformes podle Ksepky & Clarke (2012).